# Río Truful
El río Trufúl es un curso natural de agua que fluye en el sector cordillerano de la comuna de Panguipulli, en la Región de los Ríos, Chile. 

## Trayecto
El río Trufúl nace en la ladera oriental del Volcán Mocho-Choshuenco. Fluye en dirección suroeste noreste hasta verter sus aguas en el Río Fuy, cerca de la localidad de Neltume.

## Historia
Luis Risopatrón lo describe en su Diccionario jeográfico de Chile (1924):: 906 
Truful (Río). Es de corto caudal, baña el fundo del mismo nombre, corre hacia el N y se vácia en la márjen S del curso superior del río Fui.

## Población, economía y ecología

### Riesgos volcánicos
Este sector corresponde a una zona considerada de 'Alto Peligro' de ser afectadas por lahares, durante erupciones originadas en el volcán Mocho-Choshuenco. De acuerdo al Mapa de Peligros del complejo volcánico Mocho-Choshuenco se encuentra bajo clasificación (AIhL). En este sector volumen de los lahares puede ser mayor durante los meses de máxima acumulación de nieve, especialmente entre los meses de junio a septiembre. Además, a lo largo de los cauces podría escurrir flujos de lava hasta 15 kilómetros de longitud, esto incluye a los ríos Trufúl, Fuy, Huilo Huilo, en ambos bordes del río, además el Estero Chumpulli o Punahue hasta su confluencia con el río Neltume, la totalidad del Río Llanquihue, el sector sur del Lago Panguipulli, el caserío de Puerto Paillahuinte y un tramo de la Ruta 203 CH.
Toda la zona comprendida entre el sur del Lago Panguipulli hasta la ribera oeste del Lago Pirehueico es una zona con 'Muy Alto Peligro' de ser afectada por caída de piroclastos balísticos y eventualmente también por bombas pumiceas de diámetro mayor a 6 cm.